# Ponzano di Fermo
Ponzano di Fermo là một đô thị tại tỉnh Ascoli Piceno ở vùng Marche, cách khoảng 60 km về phía nam của Ancona và khoảng30 km về phía bắc của Ascoli Piceno. Đến thời điểm ngày 31 tháng 12 năm 2004, đô thị này có dân số là 1.623 người và diện tích là 14,4 km².
Đô thị Ponzano di Fermo bao gồm các frazione (đơn vị cấp dưới) Torchiaro và Capparuccia.
Ponzano di Fermo giáp các đô thị: Fermo, Grottazzolina, Monte Giberto, Monterubbiano, Petritoli.